# Necrópole do Cerro da Chaiça
A Necrópole do Cerro da Chaiça é um sítio arqueológico na freguesia de Relíquias, no Município de Odemira, na região do Alentejo, em Portugal.

## Descrição e história
Consiste numa necrópole polinucleada da Idade do Bronze, onde foram identificadas quatro a cinco cistas, com uma orientação de Norte para Sul, e com cerca de 1 m de profundidade. Apesar de terem sido violadas, as estruturas dos túmulos em si estão relativamente bem conservadas. Foram encontradas lajes de xisto azul de grandes dimensões, que provavelmente fariam parte das cistas. O local situa-se no topo de um cabeço, onde poderá ter existido igualmente um habitat.
O monumento foi alvo de pesquisas arqueológicas em 1998, no âmbito do programa Proto-História do Médio e Baixo Vale do Mira - A Arqueologia do Rio, parte do Plano Nacional de Trabalhos Arqueológicos.